# La Pereira
La Pereira (oficialmente, en eonaviego, A Preira) es una aldea de la parroquia de Veigas, concejo de Taramundi, en la comarca del Eo-Navia, Principado de Asturias, España.